# Immigration algérienne en France
L'immigration algérienne en France est un phénomène qui débute dès la fin du XIXe siècle.
Tout d'abord désirée et encouragée  par la France, l'immigration algérienne est dans un premier temps une immigration de travail, plutôt masculine et ouvrière, souvent originaire des Aurès ou de Kabylie, qui s'articule autour des grandes villes, principalement Paris, mais aussi Marseille, le Nord de la France, Lyon et Saint-Étienne. L'immigration algérienne en France connaît des reflux durant la crise des années 1930 et la Seconde Guerre mondiale. Elle s'accélère toutefois dès 1945 et durant les Trente Glorieuses. Par la suite, la nature de l'immigration algérienne en France - jusque-là plutôt temporaire - évolue, notamment avec les regroupements familiaux.
En 2019, l'Institut national de la statistique et des études économiques (INSEE) comptait 846 400 immigrés algériens résidant sur le territoire français. La même année, l'Institut national d'études démographiques (INED) estimait à 1 207 000 le nombre d'enfants d'immigrés algériens résidant en France, soit 2,1 millions de personnes sur deux générations,. 

## Histoire

### Du début duXXesièclejusqu'à l'indépendance en 1962: une immigration de travail

#### Les débuts (1905 - 1914): un flux de travailleurs majoritairement Kabyles

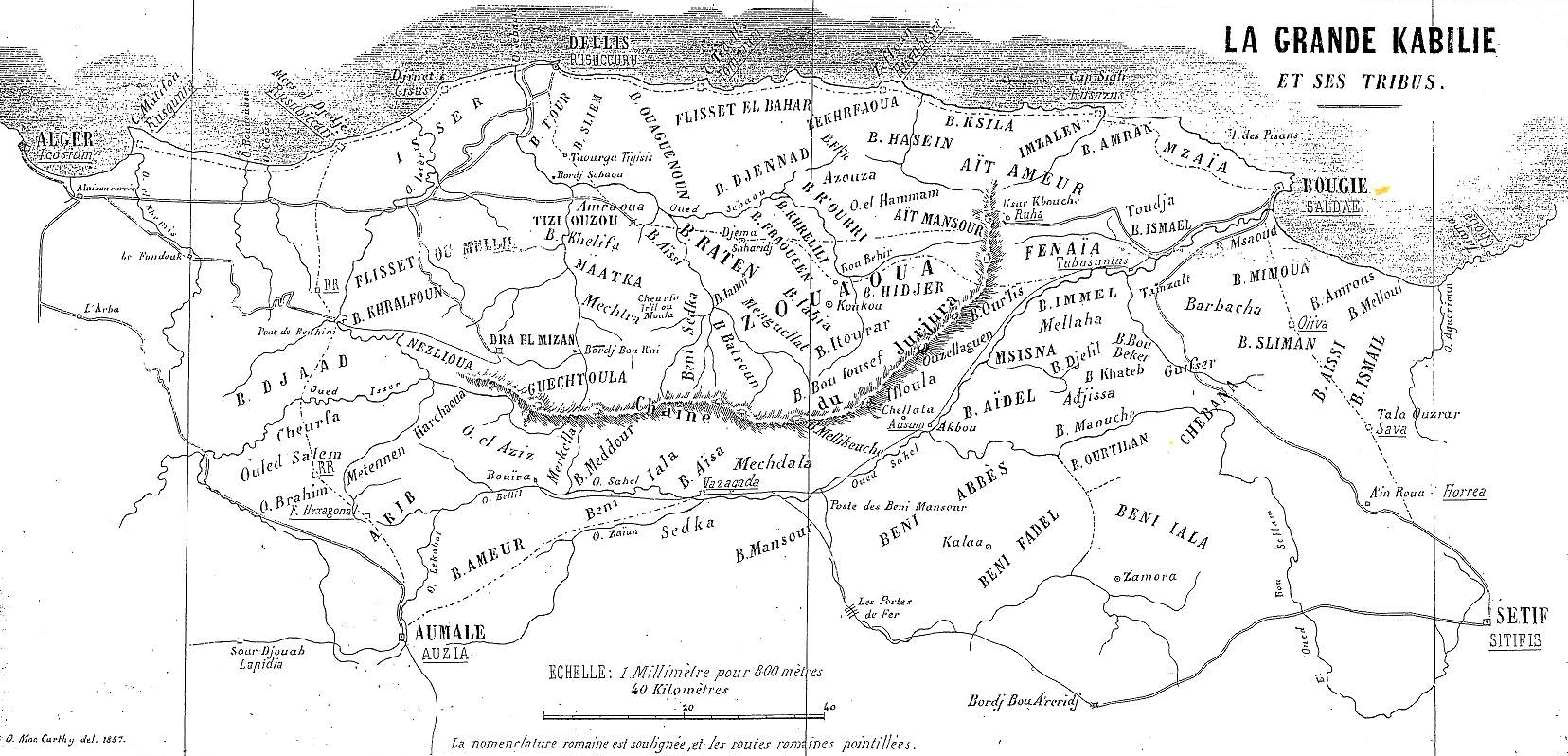
La Kabylie est la région d'origine de la grande majorité des premiers travailleurs algériens à émigrer vers la France métropolitaine.

Le phénomène de l'immigration algérienne en France métropolitaine commence au tournant des XIXe et XXe siècles. Il s'agit d'une immigration de travail . Ce phénomène s'explique par plusieurs facteurs socio-économiques. Tout d'abord, la pauvreté causée par l'occupation coloniale de la population pousse de nombreux algériens à émigrer vers la France métropolitaine. En raison de l'élévation du niveau de vie et de l'industrialisation, de l'exode rurale (qui éloigne les français du travail manuel) de nombreux citoyens refusent d'occuper des métiers difficiles, encourageant le recours aux travailleurs algériens pour réaliser certains emplois. Le plus souvent, les travailleurs restaient entre un an et demi à deux ans en France métropolitaine, avant de rentrer dans leur région d'origine tandis que d'autres membres de leurs familles venaient les remplacer dans les usines de la métropole.

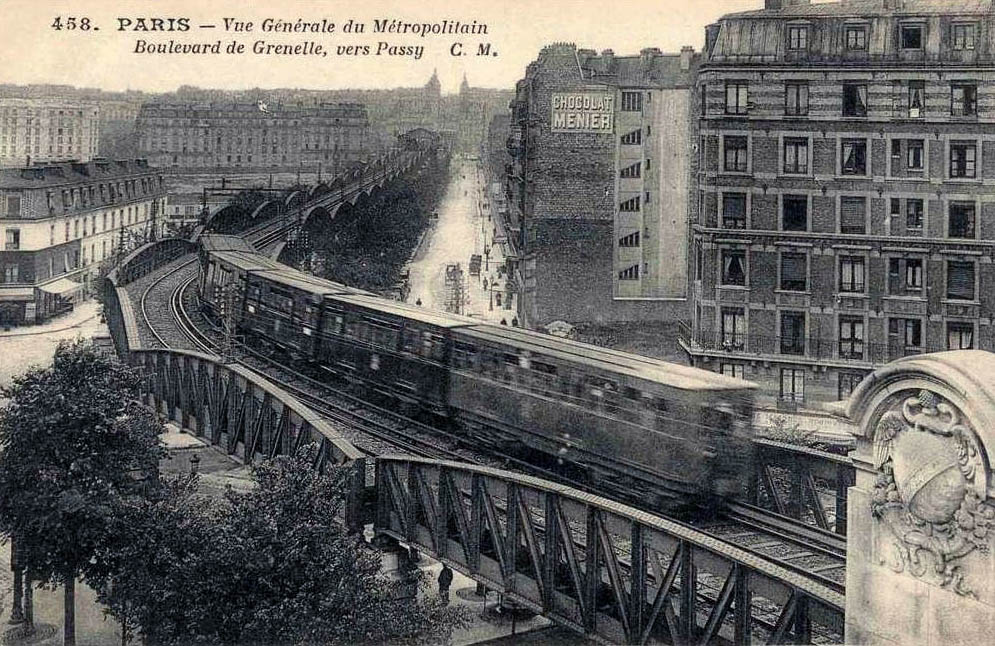
Au début du XXe siècle, en région parisienne, de nombreux travailleurs, occupent des emplois techniques dans le métro parisien.

Dès 1905, la main d’œuvre Algérienne est sollicitée en France métropolitaine, notamment dans la ville de Marseille. Les Algériens y travaillent dans les raffineries ou comme dockers ou chauffeurs sur des navires. Puis des centaines de travailleurs algériens sont embauchés dans les mines et les usines du Nord et du Pas-de-Calais, les industries de Clermont-Ferrand et Paris. En région parisienne, ils travaillent dans le bâtiment et les travaux publics, les industries chimiques, les raffineries de sucre Say, la compagnie des omnibus, les chemins de fer et le métro. Ils s'installent dans les villes et se regroupent parfois dans certains quartiers comme Montmartre. En 1912, la France recense de 4 000 à 5 000 algériens en métropole, dont un millier dans la seule région parisienne. Dans le Nord de la France, ce sont environ 1 500 algériens de Kabylie qui travaillent dans les mines, pour un salaire normal et bénéficiant de l'application des lois sociales de l'époque pour les mineurs.  
Les travailleurs Algériens de Kabylie  sont généralement bien accueillis par la population ouvrière avec souvent de l’admiration pour leur savoir-faire et leur abnégation au travail, ils s’intégraient assez facilement dans la communauté en adoptant le mode de vie des Français quand bien même ils restaient attachés à leurs traditions et à leur culture Kabyle. Les patrons appréciaient particulièrement les travailleurs Kabyles, notamment en raison de leur bonne maîtrise du français, à la différence des Polonais par exemple, de leur discipline mais aussi dans le cadre d'un imaginaire faisant du Kabyle un travailleur digne d'assimilation, sur fond de « l’idéologie racialiste coloniale française » qui tendait parfois à rapprocher les Amazighs Berberophone des Françaiset de les éloigner des Algériens Arabophone.
Le mouvement migratoire s'accélère dès 1913 grâce à la suppression du permis de voyage qui était alors requis pour les Algériens et l'on estime à environ 13 000 le nombre d'Algériens en France métropolitaine en 1914.

#### Durant la Première Guerre mondiale (1914 - 1918)
Lors de la Première Guerre mondiale, la France fait très largement appel aux travailleurs et aux soldats de l'Empire colonial. Ils seront alors près de 80 000 travailleurs et 175 000 soldats à venir d'Algérie. Pour les algériens, le service militaire obligatoire est alors deux fois plus long que pour les français.
Sur ces 175 000, 35 000 seront tués ou portés disparus et 72 000 blessés. Ceux qui ne sont pas sur le front sont employés dans les secteurs vitaux à l'effort de guerre, production d'armement, génie, aéronautique, transports, mines, etc. La participation des travailleurs coloniaux à l'effort de guerre, est reconnue et ils jouissent de la sympathie des français. À cette époque, les fêtes musulmanes sont célébrées en France avec un certain faste et l'on assiste à de nombreux mariages mixtes.
Toutefois, au terme de la Grande guerre en 1918, la France renvoie la très grande majorité des soldats algériens dans leurs régions d'origine.

#### Durant l'entre-deux-guerres (1918 - 1939)
Après guerre, la France rapatrie 250 000 travailleurs et soldats des colonies. Dès 1920, l'immigration reprend, la France, du côté des vainqueurs mais ruinée par la guerre, est en partie détruite. Elle fait à nouveau appel aux travailleurs des colonies. Entre 1919 et 1931, on assiste à une immigration importante. Ainsi en 1924, on dénombre environ 100 000 Algériens (nombre similaire à celui de 1940), qui constituent 3 % de la population immigrée dominée surtout par les Italiens et les Polonais. Compte tenu des allers et retours, c'est 500 000 Algériens qui auraient effectué au moins un séjour en métropole durant cette période. Emmanuel Blanchard situe un « premier âge de l’immigration » algérienne dans cette période d’entre-guerre. Au fil des années, au fur et à mesure d’arrivées importantes de nouveaux ressortissants originaires d’Algérie, les Kabyles se sont déployés dans tous les secteurs d’activité, on les retrouve dans la restauration, les services, la communication, le spectacle, les transports et l'administration. Si la composante kabyle reste importante parmi les immigrés algériens, d'autres, comme celle des habitants du nord-ouest oranais gagne du terrain. C'est aussi durant cette période que naissent les premiers mouvements anti-impérialistes au sein de la communauté algérienne immigrée.

#### Dans l'après-guerre (1946 - 1954)
Après 1945, le flux migratoire reprend, les Algériens occupent des emplois dans les domaines qui permettent la reconstruction de la France et la relance économique, comme les mines et la sidérurgie, mais aussi l'industrie et la construction de nouvelles infrastructures. Selon Daniel Lefeuvre, professeur à l'Université Paris-VIII, il apparaît que l'immigration algérienne en France dans les années 1950 a pour origine l'explosion démographique et la pauvreté. En effet, dans son ouvrage chère Algérie publié en 2005, il affirme que cette immigration ne répond pas aux besoins de main d'œuvre de l'économie française au cours des années de reconstruction ou des Trente Glorieuses mais bien à la situation terrible dans laquelle vivent les populations musulmanes à cette époque. Les ressources sont insuffisantes pour nourrir une population qui croît très vite. La misère notamment du fait de l'occupation coloniale s'étend et les Algériens sont contraints de s'expatrier pour nourrir leurs familles. Les administrateurs de la colonie encouragent cette émigration pour alléger la pression sociale. Mais la métropole est peu disposée à accepter ces nouveaux travailleurs, qui n'ayant aucune formation professionnelle, ne répondent pas à la demande des entreprises. Inversement, Gérard Noiriel indique, dans son ouvrage Le Creuset français en se basant notamment sur les travaux de Georges Mauco, que les immigrés, dont beaucoup d'algériens, ont depuis la deuxième Guerre mondiale construit 90 % des autoroutes françaises, une machine sur sept, et un logement sur deux.
Dès 1947, les Algériens deviennent, officiellement du moins, des citoyens, appelés par l'administration  des Français musulmans d'Algérie (FMA) et commencent à s'organiser politiquement aussi bien en métropole qu'en Algérie. Ils deviennent des migrants régionaux comme les Bretons et les Corses avec le droit de vote, les mêmes droits et devoirs que les autres citoyens français.
Fin 1948, on estime qu'entre 120 000 et 130 000 algériens résidaient en France métropolitaine (dont 66 % de berbérophones). En 1952, ce chiffre s'élève à 149 000, avant de redescendre à 134 000 l'année suivante, en 1953.

#### Durant la guerre d'Algérie (1954-1962)
Durant la guerre d'Algérie, les migrations de travailleurs algériens vers la métropole continuent. Il s'agit toujours de flux originaire majoritairement des populations Kabyles, bien que des foyers d'émigration émergent également aux environs de Tlemcen, d'Oran et dans la région montagneuse des Aurès. Les migrations forcées d'Algériens sont nombreuses : l'armée coloniale française avait en Algérie pendant la guerre d'Indépendance les pleins pouvoirs : les exécutions sommaires, les viols, les agressions sexuelles et les meurtres de civils par l'armée coloniale française sont monnaie courante poussant à l'exil de nombreuses femmes et familles.
En plus de l'immigration de travailleurs algériens, la guerre provoque des flux migratoires d'une autre nature : le rapatriement de la grande majorité de la population de nationalité française présente en Algérie. La presque totalité des pieds-noirs et des milliers de harkis et leurs familles abandonnent l'Algérie devenue indépendante et sont rapatriés en métropole. Ces populations sont pour la plupart de nationalité française (depuis la loi de 1870 pour les Juifs, celle de 1889 pour les Européens et depuis 1947 pour les musulmans). Toutefois, les musulmans ont dû, lors de leur rapatriement en France, refaire le choix de la nationalité française, ce qui n’a jamais été demandé aux autres Français non-musulmans. Ils doivent souscrire en France, avant le 22 mars 1967, une déclaration de reconnaissance de la nationalité régulièrement enregistrée par le ministre chargé des naturalisations.
Le recensement de 1954 comptabilise 210 000 Algériens en France et le ministère de l’Intérieur estime ce nombre à 436 000 en 1962 soit un doublement de la population d'origine algérienne en France durant la durée de la guerre.

### L'immigration algérienne en France depuis 1962: d'une immigration de travail à familiale

#### De l'indépendance à la fin des Trente Glorieuses

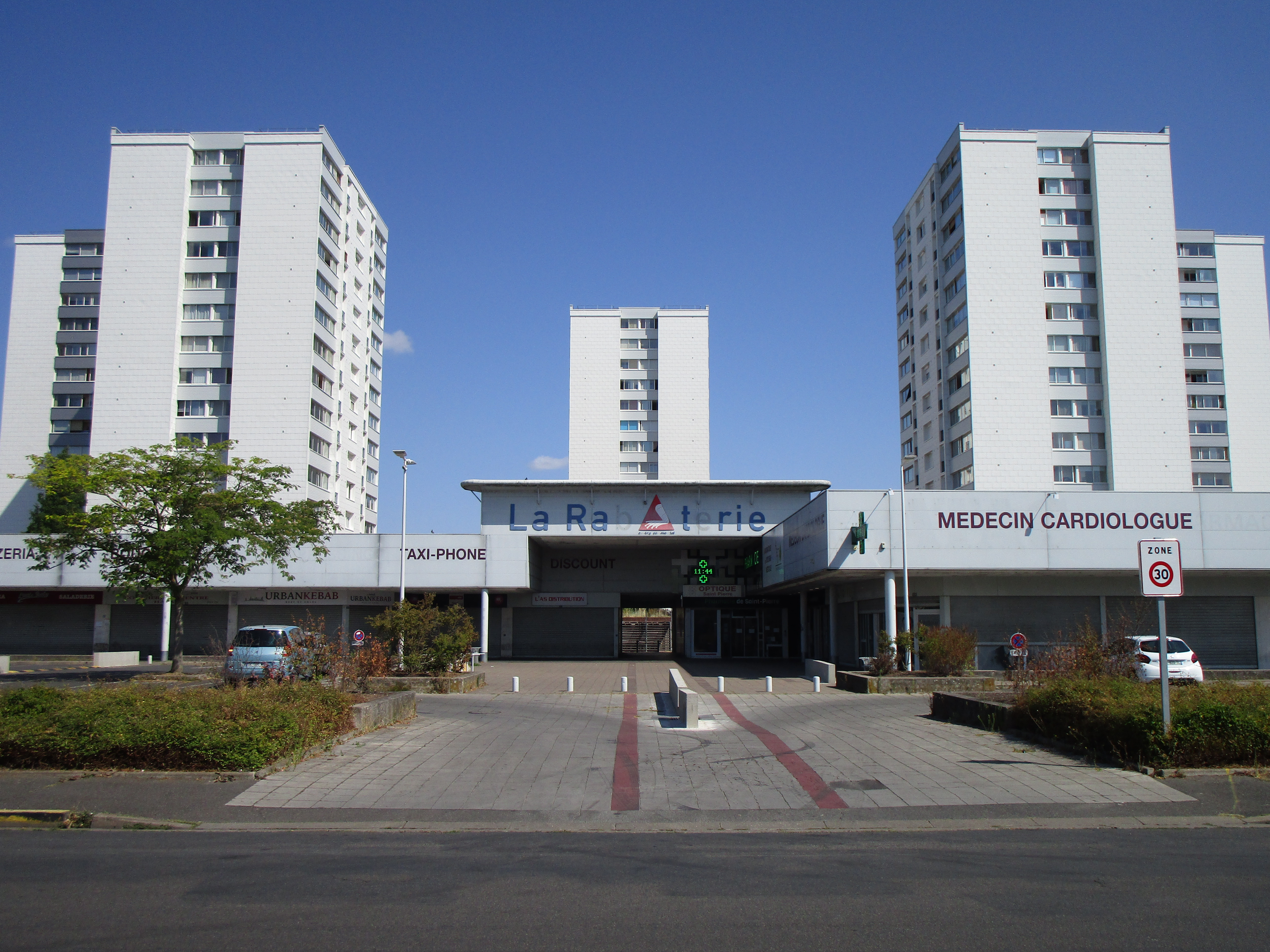
La Rabaterie, quartier de Saint-Pierre-des-Corps, accueille de nombreux immigrés algériens originaires de Mostaganem.

Entre 1962 et 1982, la population algérienne vivant en France passe de 350 000 (selon le recensement de 1962) ou de 436 000 (selon le ministère de l’Intérieur) à plus de 800 000 personnes.

#### L'immigration algérienne aujourd'hui
Michèle Tribalat estimait la troisième génération (moins de 60 ans uniquement) à 563 000 personnes en 2011.
En 2019, l'INSEE recensait 846 400 immigrés algériens résidant sur le territoire français. La même année, l'INED estime à 1 207 000 le nombre d'enfants d'immigrés algériens résidant en France.
Les médecins algériens représentent 25 % du nombre total de médecins étrangers exerçant dans les hôpitaux français, selon une étude du Conseil National de l’Ordre des Médecins (CNOM).
Selon Le Parisien, 800 Algériens sont expulsés par les autorités françaises vers leur pays d’origine en 2015, sur les 10 471 ressortissants étrangers qui ont été expulsés de France métropolitaine. La nationalité algérienne est la troisième en termes de personnes reconduites à la frontière (800) après la Roumanie (2 422) et l'Albanie (1 934), suivie par la Tunisie (772) et le Maroc (731).

#### Tensions algéro-françaises dans les années 2020
Au début des années 2020, les tensions entre l’Algérie et la France se cristallisent notamment autour de la question des crimes français en Algérie pendant la guerre d'indépendance et l’immigration illégale. En 2021, les chiffres des expulsions des ressortissants algériens, marocains et tunisiens n’ont, selon Europe 1, « jamais été aussi mauvais ». Pour ce qui concerne l’Algérie, entre janvier et juillet 2021, la justice française a ordonné 7 731 obligations de quitter le territoire français dont seulement 22 ont été effectives, soit un peu plus de 0.2 %.
Cette situation s'explique notamment par le fait que l’Algérie refuse de délivrer des laissez-passer consulaires, un document indispensable pour qu’une expulsion soit réalisée. Emmanuel Macron a décidé en conséquence de diviser par deux le nombre de visas délivrés pour l’Algérie en prenant 2020 comme année de référence.
L’Algérie refuse certaines expulsions vers sont territoire notamment du fait du non-respect du droit international par la France. En octobre 2024 des juristes et des organismes de défense des droits des étrangers ont signalé une augmentation inquiétante des expulsions illégales en France. 
Un cas particulier concerne un ressortissant algérien expulsé alors qu'un recours contre son Obligation de Quitter le Territoire Français (OQTF) était toujours en cours, ce qui constitue une violation des procédures légales. Il existe par ailleurs de nombreuses erreurs commises par la France dans le cadre d’expulsions vers l’Algérie de citoyens non-Algériens,.
En avril 2024, Amir DZ blogueur algérien réfugié politique en France, est enlevé. Parmi les personnes mises en examen en 2025 et soupçonnées d'implication dans l'enlèvement l’une d’elles travaille dans l’un des consulats d’Algérie en France, ce qui provoque une nouvelle crise diplomatique entre les deux pays,.

##### Instrumentalisation d'affaires par la droite et l'extrême-droite française
Les responsables politiques de droite et d'extrême droite française adoptent fréquemment une rhétorique virulente à l'égard de l'Algérie. 
Ainsi, des déclarations qualifiant le gouvernement algérien d'« arrogant » ou accusant l'Algérie de chercher à « humilier la France » sont régulièrement employées pour attiser les tensions et renforcer une image de fermeté. Cette approche vise à répondre aux attentes d'un électorat en quête de positions dures sur les questions internationales et migratoires. Certaines affaires médiatiques sont exploitées pour alimenter le discours anti-algérien. C'est le cas pour l'arrestation du franco-algérien Boualem Sansal en Algérie, utilisée pour critiquer le régime algérien et dénoncer une atteinte à la liberté d'expression. Cependant, des voix s'élèvent contre cette instrumentalisation à des fins politiques, affirmant qu'elle vise principalement à séduire un électorat d'extrême droite,,.

## Démographie
Selon l'Insee, 4 % des enfants nés en 2015 en France métropolitaine, soit 30 426 sur 758 344, ont un père né en Algérie, avec la plus forte proportion dans les départements des Seine-Saint-Denis (10,5 %), Bouches-du-Rhône (9,5 %), Rhône (8,3 %), Val-de-Marne (8,0 %), Territoire de Belfort (7,3 %), Val-d'Oise (6,4 %), Haute-Garonne (6,3 %), Hauts-de-Seine (6,2 %), Loire (6,1 %), Haute-Vienne (5,5 %), Essonne (5,3 %), Paris (5,1 %), Nord (5,0 %), Pyrénées-Orientales (4,7 %), Haut-Rhin (4,7 %), Isère (4,6 %), Yvelines (4,4 %), Seine-et-Marne (4,1 %), Moselle (4,1 %), Gard (4,0 %), Alpes-Maritimes (3,7 %), Hérault (3,7 %), Drôme (3,7 %).
En juillet 2020, le président algérien Abdelmadjid Tebboune avance le chiffre de « près de six millions d’Algériens qui vivent en France », sans préciser de source. Ce chiffre avancé par les médias et repris par les président algérien est faux. Selon Patrick Simon chercheur à l’INED, en 2020 « les immigrés algériens étaient  871 000 personnes, si on prend en compte leurs enfants nés en France avec un des deux parents immigrés algériens, cela fait au total 2 millions et même en ajoutant leurs petits-enfants, on est très loin des 6 millions. On est en dessous des 3 millions quoiqu'il arrive ».
En 2012, les immigrés nés en Algérie résident presque exclusivement dans les grandes aires urbaines (96,2 %). Plus de la moitié d'entre eux vit dans les aires urbaines de Paris, Lyon ou Marseille, qui étaient des centres d'implantation industrielle importants lors des grandes vagues d'immigration. Au sein de ces aires urbaines, ils résident souvent dans les pôles. Par exemple, parmi les Algériens vivant dans l'aire urbaine de Paris, seuls 0,7 % résident dans la couronne extérieure à l'Île-de-France ; plus de la moitié (56 %) résident dans les départements de Seine-Saint-Denis, Paris et Val-de-Marne.

## Apports de l'immigration algérienne
Outre leur participation accrue à l’effort de guerre — notamment pendant la Première Guerre mondiale, où la durée du service militaire imposée aux Algériens était deux fois plus longue que celle des soldats blancs — ainsi que durant la Seconde Guerre mondiale et la reconstruction de la France, les Algériens ont profondément marqué, et continuent de marquer, le tissu social français.
Selon Gérard Noiriel, dans son ouvrage Le Creuset français (après s'être basé sur les travaux de Georges Mauco) que les immigrés, dont beaucoup d'algériens, ont depuis la deuxième Guerre mondiale construit 90 % des autoroutes françaises, une machine sur sept, et un logement sur deux.
En 2013, une étude indiquait que 22,2 % des médecins étrangers en France étaient diplômés d'Algérie, soit environ 4 000 personnes, sur les 215 865 médecins exerçant.

## Personnalités issues de l'immigration algérienne en France

### Économie
- El-Mouhoub Mouhoud
- Ryad Boulanouar
- Alexandre Djouhri
- Mourad Boudjellal
- Rachid Nekkaz
- Karim Oumnia Ryad Boulanouar

### Art et culture
- Assia Djebar (1936-2015)
- Malek Kateb (1942-2000)
- Boualem Sansal (1949-)
- Tahar Djaout (1953-)
- Isabelle Adjani (1955-)
- Farida Khelfa (1960-)
- Faïrouz Malek (1964-)
- Yasmine Belkaid (1968-)
- Kader Attia (1970-)
- Adel Abdessemed (1971-)
- Mabrouck Rachedi (1976-)
- Zahia Ziouani (1978-)
- Walid Hajar Rachedi (1981-)
- Faïza Guène (1985-)
- Sofiane Zermani (1986-)
- Reda Kateb (1977-)
- Magyd Cherfi (1962-)
- Lyna Khoudri (1992-)
- Leïla Bekhti (1984-)
- Hafsia Herzi (1987-)
- Dali Benssalah (1992-)
- Zebda
- Slimane Azem
- Slimane
- DJ Snake
- L'Algérino
- Soolking
- Djadja et Dinaz
- Médine
- Nâdiya
- LIM
- Kofs
- YL
- PNL
- Rim'K
- Hayce Lemsi
- Soso Maness
- Sinik
- Julie Zenatti
- Bigflo et Oli
- Naps
- Fianso
- Heuss l'Enfoiré
- Lacrim
- RK
- Némir
- Ashe 22
- Gambino
- Amel Bent
- Zahia Ziouani

#### Cinéma
- Rabah Ameur Zaïmeche
- Sabrina Ouazani
- Tahar Rahim
- Reda Kateb
- Dali Benssalah
- Mounia Meddour
- Samy Naceri
- Larbi Naceri
- Leila Bekhti
- Faued Nabba
- Kad Merad
- Alice Belaïdi
- Rachid Bouchareb
- Nadir Moknèche
- Kader Aoun
- Sofiane Zermani
- Sofia Boutella
- Lyna Khoudri
- Akim Isker
- Maïwenn
- Samy Seghir

### Sport

#### Arts martiaux mixtes
- Sofiane Aïssaoui
- Grégory Bouchelaghem

#### Football
- Zinédine Zidane
- Karim Benzema
- Samir Nasri
- Louisa Necib
- Nabil Fekir
- Selma Bacha
- Kenza Dali
- Camel Meriem
- Benjamin Stambouli
- Riad Nouri
- Kheira Hamraoui
- Romain Hamouma
- Kylian Mbappé
- Sarah Bouhaddi
- Riyad Mahrez

#### Gymnastique
- Kaylia Nemour